# 朗布尔莱杜埃
朗布尔莱杜埃（法語：Lambres-lez-Douai，法語發音：[lɑ̃bʁ le dwɛ]，意为“杜埃附近的朗布尔”）是法国上法兰西大区北部省的一个市镇，位于该省中部偏东南，属于杜埃区。

## 地理
朗布尔莱杜埃（50°21'11"N, 3°4'4"E）面积8.81 平方千米，位于法国上法蘭西大區北部省，该省份为法国最北部的省份及最长的省份，西北濒北海，西接加来海峡省，南至埃纳省和索姆省，东与比利时接壤。
与朗布尔莱杜埃接壤的市镇（或旧市镇、城区）包括：杜埃、桑勒诺布勒、库尔舍莱特、宽西、费兰、布勒比耶尔、科尔贝姆。
朗布尔莱杜埃的时区为UTC+01:00、UTC+02:00（夏令时）。

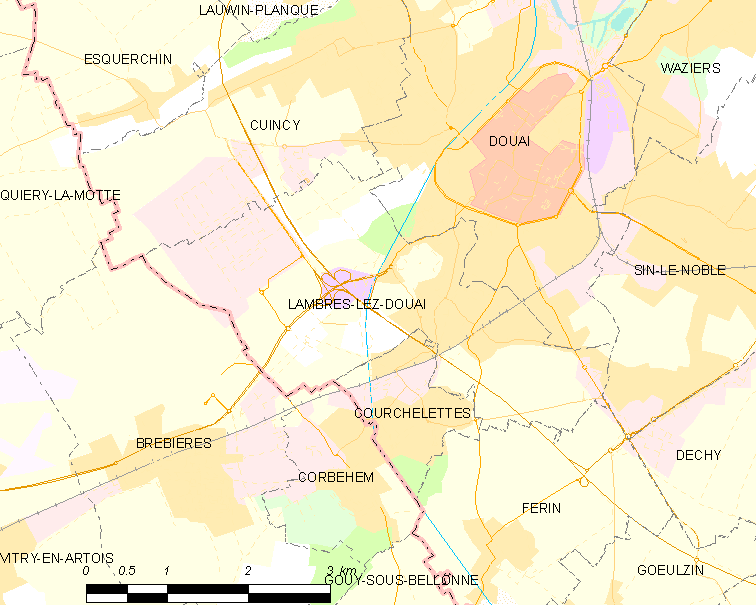
朗布尔莱杜埃的OSM定位图

## 行政
朗布尔莱杜埃的邮政编码为59552，INSEE市镇编码为59329。

## 政治
朗布尔莱杜埃所属的省级选区为杜埃县。

## 人口

1962-2008年间朗布尔莱杜埃人口变化图示

朗布尔莱杜埃于2022年1月1日时的人口数量为4902人。